# Зерцалов, Александр Николаевич
Александр Николаевич Зерцалов (1839—1897) — русский историк.

## Биография
Родился в 1839 году. Окончил Школу топографов, затем — Константиновский межевой институт. Служа в Архиве Министерства юстиции Российской империи, занимался изучением и разбором документов, относящихся к истории русского права.
Был действительным членом Императорского общества истории и древностей Российских. С 1895 года был членом-сотрудником Рязанской  учёной архивной комиссии, затем — членом Симбирской учёной архивной комиссии.
Умер в чине коллежского советника 26 ноября (8 декабря) 1897 года и был похоронен на Ваганьковском кладбище; могила утрачена.

## Источник
- Зерцалов, Александр Николаевич // Энциклопедический словарь Брокгауза и Ефрона : в 86 т. (82 т. и 4 доп.). — СПб., 1890—1907.